# فيرنر إم. موسر
فيرنر إم. موسر هو أستاذ جامعي ومهندس معماري سويسري، ولد في 16 يوليو 1896 في كارلسروه في ألمانيا، وتوفي في 19 أغسطس 1970 في زيورخ في سويسرا.